# Ngando (C.10) jezici
Ngando (C.10) jezici, malena podskupina nigersko-kongoanskih jezika porodice bantu iz Srednjoafričke Republike. Zajedno s još devet drugih podskupina (C.80) (1) jezik kela; bangi-ntomba (C.40) (27); bushong (C.90) (5); kele (C.60) (6); mbosi (C.30) (6); Mongo (C.70) (4); ngombe (C.50) (8); ngundi (C.20) (6); i tetela (C.80) (4); čini širu C skupinu sjeverozapadnih bantu jezika.
Obuhvaća svega dva jezika, to su: ngando ili Bagandou [ngd], 5,000 (1996) u podprefekturi Mbaïki i yaka ili babinga [axk] 30.000, po 15.000 u Sredjoafričkoj Republici i Kongu

## Vanjske poveznice
- Ethnologue (14th)
- Ethnologue (15th)